# Silas Katompa Mvumpa
Silas Katompa Mvumpa (född 6 oktober 1998), före detta känd som Silas Wamangituka är en kongolesisk fotbollsspelare som spelar som anfallare för serbiska Röda stjärnan, på lån från VfB Stuttgart.

## Karriär
Silas Katompa Mvumpa började spela fotboll i sitt kongolesiska hemland i en ungdomsakademi i "Olympic Matete FC". Där lyckades han övertyga och tilläts slutföra en provträning 2017 i Frankrike i första divisionen HSC Montpellier, men var inte fast engagerad. Slutligen hamnade han i den dåvarande femte divisionen i Olympique Alès. Efter ett år flyttade han till andra divisionen i Paris FC, där han ursprungligen var planerad som reserv.